# Оскар (кинопремия, 1937)
9-я церемония награждения кинопремии «Оскар» за достижения в кинематографе в 1936 году состоялась 4 марта 1937 года.

## Полный список номинантов и победителей
Имена победителей выделены жирным шрифтом.

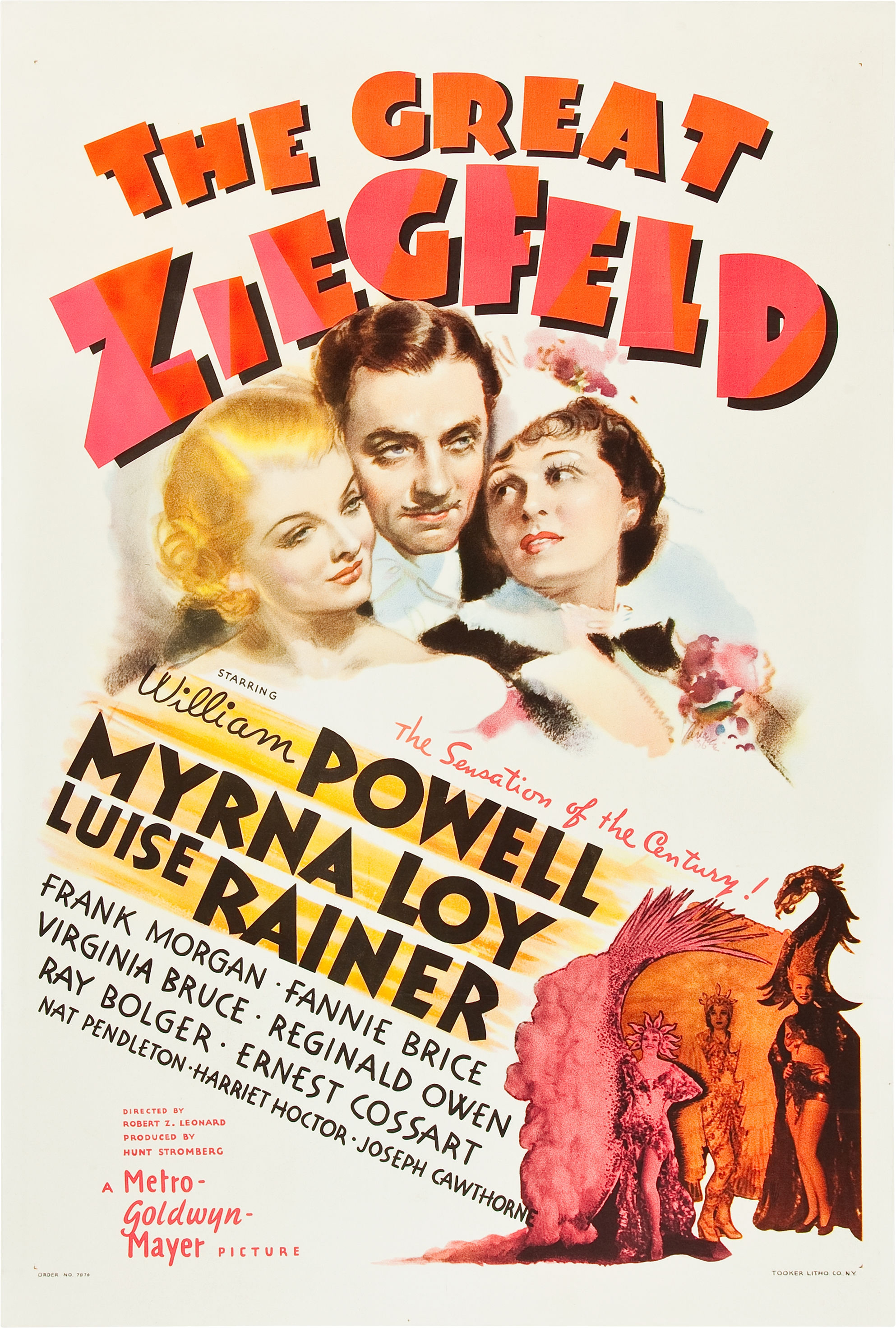
Постер к фильму «Великий Зигфелд»

### Лучший фильм
- «Великий Зигфелд» — Metro-Goldwyn-Mayer
  - «Додсворт» — Samuel Goldwyn Productions
  - «История двух городов» — Metro-Goldwyn-Mayer
  - «Мистер Дидс переезжает в город» — Columbia Pictures
  - «Оклеветанная» — Metro-Goldwyn-Mayer
  - «Повесть о Луи Пастере» — Warner Bros.
  - «Ромео и Джульетта» — Metro-Goldwyn-Mayer
  - «Сан-Франциско» — Metro-Goldwyn-Mayer
  - «Три милые девушки» — Universal
  - «Энтони Эдверс» — Warner Bros.

### Лучшая режиссёрская работа
- Фрэнк Капра — «Мистер Дидс переезжает в город»
  - Роберт Леонард — «Великий Зигфелд»
  - Уильям Уайлер — «Додсворт»
  - Грегори Ла Кава — «Мой слуга Годфри»
  - В.С. Ван Дайк — «Сан-Франциско»

### Лучший ассистент режиссёра
- Джек Салливан — «Атака лёгкой кавалерии»
  - Клем Бошам — «Последний из Могикан»
  - Уильям Кэннон — «Энтони Эдверс»
  - Джозеф Ньюман — «Сан-Франциско»
  - Эрик Стэйси — «Сады Аллаха»

### Лучший актёр
- Пол Муни — «Повесть о Луи Пастере»
  - Гэри Купер — «Мистер Дидс переезжает в город»
  - Уолтер Хьюстон — «Додсворт»
  - Уильям Пауэлл — «Мой слуга Годфри»
  - Спенсер Трейси — «Сан-Франциско»

### Лучшая актриса
- Луиза Райнер — «Великий Зигфелд»
  - Глэдис Джордж — «Valiant Is the Word for Carrie»
  - Ирен Данн — «Теодора становится дикой»
  - Кэрол Ломбард — «Мой слуга Годфри»
  - Норма Ширер — «Ромео и Джульетта»

### Лучший актёр второго плана
- Уолтер Бреннан — «Приди и владей»
  - Миша Ауэр — «Мой слуга Годфри»
  - Стюарт Эрвин — «Кожаный парад»
  - Бэйзил Рэтбоун — «Ромео и Джульетта»
  - Аким Тамиров — «Генерал умер на рассвете»

### Лучшая актриса второго плана
- Гейл Сондергард — «Энтони Эдверс»
  - Мария Успенская — «Додсворт»
  - Бьюла Бонди — «Роскошная Хасси»
  - Элис Брейди — «Мой слуга Годфри»
  - Бонита Гренвилл — «Эти трое»

### Лучший адаптированный сценарий
- «Повесть о Луи Пастере» — Пьер Коллингз, Шеридан Гибни
  - «После Худого» — Фрэнсис Гудрич, Альберт Хэккетт
  - «Додсворт» — Сидни Ховард
  - «Мистер Дидс переезжает в город» — Роберт Рискин
  - «Мой слуга Годфри» — Морри Рискинд, Эрик Хэтч

### Лучший оригинальный сюжет
- «Повесть о Луи Пастере» — Пьер Коллингз, Шеридан Гибни
  - «Три милые девушки» — Аделе Коммандини
  - «Ярость» — Норман Красна
  - «Великий Зигфелд» — Уильям МакГуайр
  - «Сан-Франциско» — Роберт Хопкинс

### Лучшая работа художника-постановщика
- «Додсворт» — Ричард Дэй
  - «Зима на пороге» — Перри Фергюсон
  - «Энтони Эдверс» — Антон Грот
  - «Великий Зигфелд» — Седрик Гиббонс, Эдди Имазу, Эдвин Б.Уиллис
  - «Ромео и Джульетта» — Седрик Гиббонс, Фредрик Хоуп, Эдвин Б.Уиллис
  - «Lloyd’s of London» — Уильям С. Дарлинг
  - «Magnificent Brute» — Альберт С. Д’Агостино, Джек Оттерсон

### Лучшая операторская работа
- «Энтони Эдверс» — Тони Гаудио
  - «Генерал умер на рассвете» — Виктор Милнер
  - «Роскошная Хасси» — Джордж Фолси

### Лучший звук
- «Сан-Франциско»
  - «Банджо на моём колене»
  - «Атака лёгкой кавалерии»
  - «Додсворт»
  - «Мистер Дидс переезжает в город»
  - «Техасские рейнджеры»
  - «Эта девушка из Парижа»
  - «Три милые девушки»
  - «General Spanky»

### Лучший монтаж
- «Энтони Эдверс»
  - «Приди и владей»
  - «Великий Зигфелд»
  - «История двух городов»
  - «Теодора становится дикой»
  - «Lloyd’s of London»

### Лучшая оригинальная музыка к фильму
- «Энтони Эдверс»
  - «Атака лёгкой кавалерии»
  - «Сады Аллаха»
  - «Генерал умер на рассвете»
  - «Зима на пороге»

### Лучшая песня к фильму
- «The Way You Look Tonight» — «Время свинга»
  - «A melody from the Sky» — «Тропинка одинокой сосны»
  - «Did I Remember» — «Сьюзи»
  - «I’ve Got You Under My Skin» — «Рождённая танцевать»
  - «Pennies from Heaven» — «Пенни с неба»
  - «When Did You Leave Heaven» — «Sing, Baby, Sing»

### Лучший хореограф
- Сеймур Феликс — «Великий Зигфелд»
  - Басби Бёркли — «Золотоискатели 1937-го»
  - Бобби Коннолли — «Кейн и Мейбл»
  - Дэйв Гулд — «Рождённая танцевать»
  - Джек Хаскелл — «Одна на миллион»
  - Гермес Пан — «Время свинга»
  - Расселл Льюис — «Танцующий пират»

### Лучший анимационный короткометражный фильм
- «The Country Cousin»
  - «The Old Mill Pond»
  - «Popeye the Sailor Meets Sindbad the Sailor»

### Лучший короткометражный фильм
- «Bored of Education»
  - «Moscow Moods»
  - «Требуется хозяин» / «Wanted — A Master»

### Лучший короткометражный фильм, снятый на две бобины
- «The Public Pays»
  - «Double or Nothing»
  - «Dummy Ache»

### Лучший цветной короткометражный фильм
- «Give Me Liberty»
  - «Popular Science»
  - «La fiesta de Santa Barbara»

### Награда за выдающиеся заслуги
- Уильям Говард Грин и Гарольд Россон
- The March of Time

## Интересные факты
- Впервые были вручены награды в номинациях «Лучший актёр второго плана» и «Лучшая актриса второго плана».
- Первыми русскими номинированными актёрами стали Миша Ауэр и Мария Успенская.